# 森町文化会館
森町文化会館ミキホール（もりまちぶんかかいかんミキホール）は、静岡県周智郡森町にある多目的ホール。

## 歴史
1995年（平成7年）3月には森町文化会館が竣工した。4月15日には森町文化会館と森町立図書館が開館した。
2005年（平成17年）から静岡県歌謡コンクールが毎年開催されている。

## 特色
芸術・文化の振興及び福祉の増進を図るため、文化の向上と生涯学習の拠点施設として地域の特色を活かした個性的な魅力ある文化施設を目指して建設された。愛称の「ミキホール」は公募されたもので、森町が三方を山に囲まれており古くから「三木の里」と呼ばれてきたことに因んでいる。

## 施設
- 大ホール -　座席数800人。
- 小ホール -　座席数250人。
- 研修室
- 音楽室
- 美術工芸室
- 和室
- 茶室

## 森町立図書館

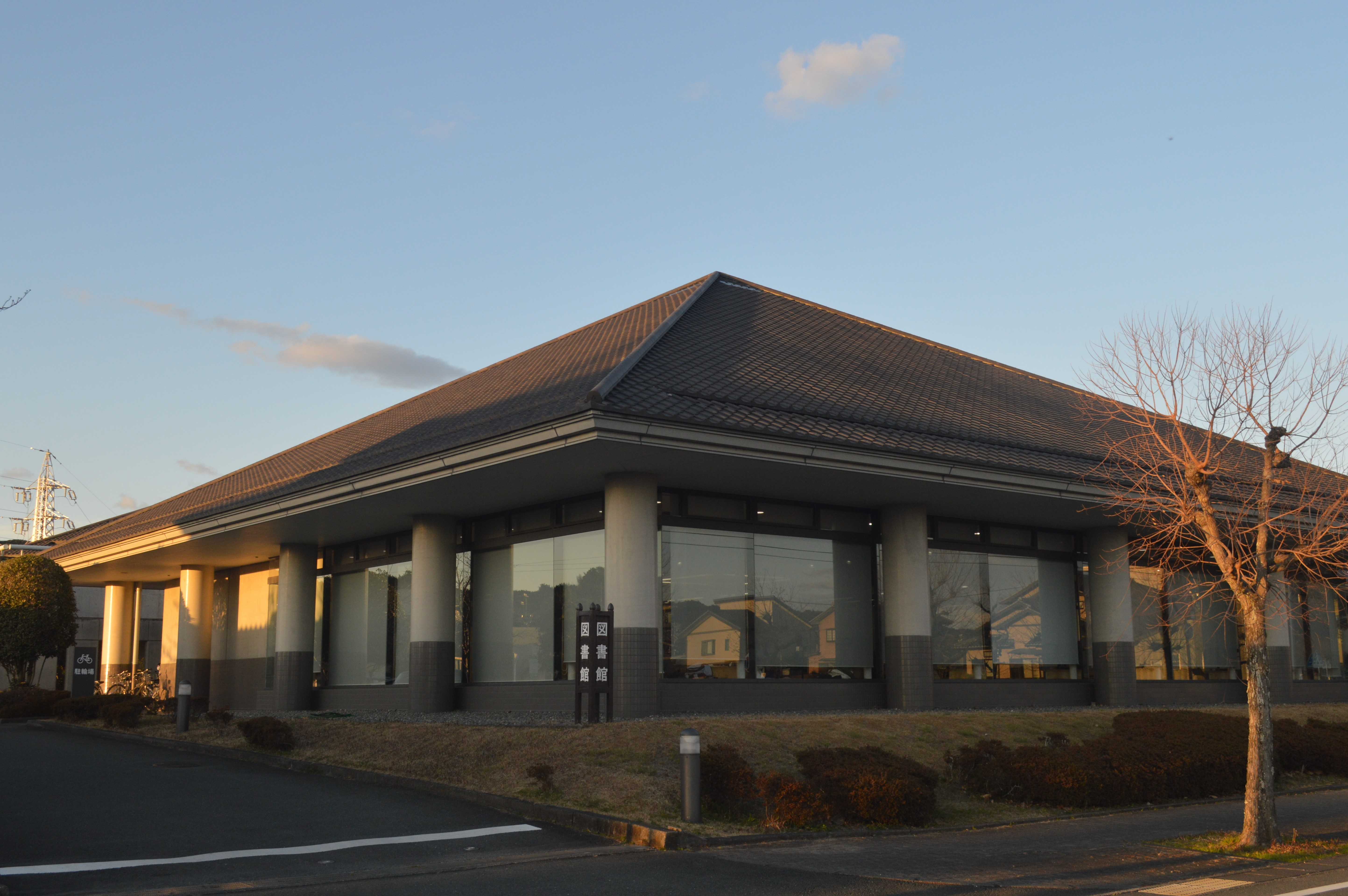
森町立図書館

1959年（昭和34年）9月4日には森町に公共図書館が開館した。
1995年（平成7年）4月15日、森町文化会館の開館と同日に森町立図書館が開館した。2005年（平成17年）には総来館者数が50万人に達した
。
定期的なイベントとして、図書館ボランティアによる読み聞かせ会などを行なっている。2006年（平成18年）4月1日時点の蔵書数は約75,000冊。

## 利用案内
- 開館時間
  - 9時から21時30分
- 休館日
  - 月曜日、年末年始
- アクセス
  - 天竜浜名湖鉄道森町病院前駅より徒歩約1分、または遠州森駅より徒歩約10分。
  - 秋葉バスサービス秋葉中遠線（森町病院経由）、磐田市・袋井市・森町自主運行バス磐田線、森町営バス吉川線「森町病院」停留所から徒歩約2分。